# شهرستان کسمه
کسمه به عربی ( کُسْمة ) دهستانی است از توابع استان
رَیمه، در کشور یمن در شبه جزیره عربستان. زمینی حاصلخیز دارد، وداری باغ‌های مرکبات و میوه جات می‌باشد.

## جمعیت
جمعیت این دهستان در حدود (۵۱۳۶۶) نفر و (۴۱ خانوار) می‌باشد.

## روستاها
روستاهای توابع این دهستان به شرح زیر می‌باشند:
- روستای البُقعة
- روستای بَنی یَعفَر
- روستای الَمغارم
- روستای عُدنا
- روستای الأبارَة
- روستای الَشرب
- روستای الُمصبحی
- روستای بَنی عبدالعزیز
- روستای الُجبوب
- روستای شَعث
- روستای جبل ظلملم
- روستای یامَن
- روستای الضَبارة
- روستای الُجون
- روستای الریم
- روستای بنی مصعب
- روستای بنی منصور
- روستای سلوکه